# Bácsi Péter
Bácsi Péter (Budapest, 1983. május 15. –) világ- és Európa-bajnok magyar birkózó. A Ferencváros versenyzője volt. Önkormányzati-képviselő.

## Sportpályafutása
Gyálon nőtt fel az itteni Ady Endre Általános Iskolában végezte alapfokú tanulmányait
2002-ben kilencedik volt a junior Európa-bajnokságon. 2003-ban a junior vb-n végzett 17.-ként. 2004-ben nyert ezüstérmet az ob-n. 2005-ben az universiaden lett ötödik helyezett. 2007-ben szerezte meg első felnőtt bajnoki aranyát. Ebben az évben indult a világbajnokságon. Hetedik helyével olimpiai kvalifikációt szerzett. 2008-ban tagja volt a csapat világkupán második helyezett válogatottnak. A tamperei Európa-bajnokságon aranyérmes lett. A pekingi olimpián ötödik helyezést ért el.
A 2009-es Eb-n 12., a világbajnokságon 19. lett. A következő évben bronzérmes lett az Európa-bajnokságon. A világbajnokságon kiesett. 2011-ben második lett az Eb-n. Májusban a világválogatottban szerepelhetett. A világbajnokságon nyolcadik lett. 2012-ben nem indult az Eb-n. Áprilisban a kínai kvalifikációs versenyen kijutott az olimpiára. Az ötkarikás játékokon az első mérkőzésén sérülést szenvedett, ezért feladta az összecsapást, és kiesett. Az első diagnózis a bal lábában hátsó szalagszakadást állapított meg.
A 2013-as Európa-bajnokságon 10. volt 84 kg-ban. 2014 áprilisában 80 kilogrammos súlycsoportban Európa-bajnokságot, szeptemberben világbajnokságot nyert. A 2015-ös világbajnokságon kiesett. Az Európa Játékokon nem indult. 2016 áprilisában az ulánbátori kvalifikációs versenyen olimpiai kvótát szerzett. 2016-ban, élete harmadik olimpiáján a kötöttfogásúak 75 kg-os mezőnyében az 5. helyen végzett.
A 2018-as birkózó-világbajnokságon a 82 kg-os súlycsoport selejtezőjében mérkőzött meg Bácsi Péter, akinek ellenfele az osztrák Michael Wagner volt, akit 2–1-re vert. Következő ellenfele a bolgár Viktar Szaszunovszki volt. A mérkőzést Bácsi nyerte 2–1-re, így az elődöntőbe jutott. Az elődöntőben hátrányból fordítva, 12–4-re nyert a kirgiz Atabek Aziszbekov ellen. A döntőben a török Emrah Kuş ellen újból hátrányból fordítva nyert 4–3-ra és ezzel pályafutása második világbajnoki címét szerezte. A Nemzetközi Birkózószövetség a 2018-as év kötöttfogású birkózójának választotta.
2019 augusztusában visszavonult az aktív sportolástól, majd ezt követően a Magyar Birkózószövetség szakmai igazgatója lett. 2025 februárjában tagja lett a Nemzetközi Birkózó Szövetség technikai bizottságának.
2014 óta Gyál város önkormányzati képviselője a Fidesz-KDNP frakcióban.

## Díjai, elismerései
- Magyar Köztársasági Bronz Érdemkereszt (2008)
- Az év magyar birkózója (2014, 2018)[15]
- Az év magyar férfi sportolója választás, második helyezett (2014,[16] 2018)
- Az év kötöttfogású birkózója a Nemzetközi Birkózószövetség szavazásán (2014, 2018)